# Leonardo Antonelli
Leonardo Antonelli (6 de novembro de 1730 - 23 de janeiro de 1811) foi um cardeal italiano, Penitenciário-mor, Prefeito do Supremo Tribunal da Assinatura Apostólica, Arcipreste da Basílica de São João de Latrão e Decano do Colégio dos Cardeais.

## Biografia
Mais novo dos três filhos do Conde Filippo Antonelli e sua segunda esposa, Cattarina Castracani. Ele foi enviado para Roma em 1734, onde completou seus estudos, demonstrando mais inclinação para o direito civil e canônico..

## Vida religiosa
Foi ordenado padre provavelmente em 1764. Foi Sommista da Chancelaria Apostólica, em abril de 1756. Secretário da Sagrada Congregação Consistorial e do Colégio dos Cardeais, em março de 1757 e nessa qualidade, no conclave de 1758, que elegeu o Papa Clemente XIII, escreveu o diário dos votos. Foi nomeado Cânon da Basílica Patriarcal Vaticana, em julho de 1763. Assessor da Sagrada Congregação da Romana e Universal Inquisição, em setembro de 1766. Sua carta na forma de um breve, datado de 30 de janeiro de 1768, com a qual ele defendeu o Papa Clemente XIII contra o tribunal de Parma, valeu-lhe uma violenta hostilidade que culminou em uma tentativa de assassinato, em que o monsenhor Saverio Antonelli foi morto por engano.
Criado cardeal no 24 de abril de 1775, pelo Papa Pio VI, recebendo o barrete cardinalício em 27 de abril e o título de Santa Sabina em 24 de maio. Entre 2 de maio de 1780 e 27 de fevereiro de 1795, foi Prefeito da Sagrada Congregação da Propagação da Fé. Ele teve dificuldades com as negociações com a Rússia para a reorganização da hierarquia católica e da criação da arquidiocese de Minsk. Também interveio na questão irlandesa, e antes do cisma constitucional da França, pelo menos inicialmente, ele teve uma opinião moderada. Após a Revolução eclodir na França, ele foi convidado a participar, juntamente com os cardeais Gian Francesco Albani, Vitaliano Borromeo, Filippo Campanelli, Guglielmo Pallotta e Gregorio Salviati, criou-se a Congregação para os Assuntos da França, que foi examinar a situação que se seguiu à promulgação da Constituição Civil do Clero, e orientada para as decisões difíceis do papa. Apoiou a Constituição civil do Clero na França em 12 de julho de 1790, para evitar a suspensão dos serviços religiosos.
Passa para a ordem de cardeais-bispos e assume a sé suburbicária de Palestrina em 21 de fevereiro de 1794. Fo consagrado em 19 de março, na capela do Collegio Urbano de Propaganda Fide, em Roma, pelo Cardeal Gian Francesco Albani, assistido por Ottavio Boni, arcebispo-titular de Nazianzo, e por Simone de Magistris, bispo-titular de Cirene. Nomeado prefeito do Supremo Tribunal da Assinatura Apostólica, em 27 de fevereiro de 1795. Depois da invasão dos Estados Pontifícios pelo franceses, na congregação extraordinária de 4 de fevereiro de 1797, às vésperas das negociações de Tolentino, o cardeal falou contra a paz e para a continuação das hostilidades. Quando o Papa Pio VI foi banido de Roma, em fevereiro de 1798, o papa o colocou a frente de duas comissões de cardeais, responsável pelos assuntos civis e eclesiásticas, mas em 9 de março, ele também foi preso e encarcerado no Convento delle Convertite e pressionado a renunciar ao cardinalato, que ele recusou veementemente, após vinte dias de prisão, ele foi liberado a ir para Livorno com vários outros cardeais, e, em seguida, ele foi para o convento dominicano de Civitavecchia. Mais tarde, ele encontrou refúgio com os Passionistas em Monte Argentario, de onde ele foi a Veneza para o conclave.
Retornou a Roma com o novo papa e se tornou parte da Congregação para a reorganização dos Estados Pontifícios. Passa para a sé suburbicária de Porto e Santa Rufina, em 2 de abril de 1800. Ele foi proeminentemente envolvido na análise da Concordata de 1801 entre a Santa Sé e a França, uma vez que foi assinado e antes da sua ratificação, em agosto de 1801, e foi um dos adversários mais rígidos das exigências do Primeiro-Cônsul Napoleão Bonaparte, especialmente relativo ao primeiro artigo da Concordata, considerando intolerável as restrições ao culto público. Nomeado Penitenciário-mor em 22 de dezembro de 1801, ele estava agindo como pró-penitenciário há algum tempo por causa da doença do titular, o cardeal Francesco Saverio de Zelada. Torna-se arcipreste da Basílica de São João de Latrão em dezembro de 1801, sucedendo ao cardeal Zelada. Acompanha o Papa Pio VII a Paris em 1804 para a coroação do Imperador Napoleão I. Atuou como pró-secretário de Estado, porque o Cardeal Ercole Consalvi, o secretário de Estado, permaneceu em Roma, com plenos poderes. Em 3 de agosto de 1807, assume a suburbicária de Óstia–Velletri, sé do decano do Sacro Colégio dos Cardeais.
Pro-secretário de Breves Apostólicos. Quando os franceses o baniram de Roma, em 6 de setembro de 1808, ele foi para a Espoleto, depois para Macerata, e mais tarde para Senigália, onde morreu. Ele foi um dos primeiros cardeais a apoiar o restabelecimento da Companhia de Jesus. Ele era um protetor das letras e literatura, e estava muito interessado em arqueologia, ele coletou uma rica biblioteca, de que era bibliotecário Francesco Cancellieri.
Morreu em 23 de janeiro de 1811. Foi velado na catedral de Senigália, e enterrado na capela de sua família na catedral. Em seu testamento, ele deixou fundos para apoiar doze estudantes armênios no Collegio Urbano de Propaganda Fide..

## Conclaves
- Conclave de 1799-1800 - participou da eleição do Papa Pio VII[2]